# 333 North Michigan
El 333 North Michigan es un rascacielos de 121 metros de altura situado en Chicago, Illinois, Estados Unidos.
Los ascensores internos contienen algunos de los mejores relieves de estilo Art decó de la ciudad y la 5 ª planta tiene una serie de bajo relieve en piedra caliza que representa escenas de la historia de Chicago.
El edificio fue diseñado en estilo Art decó por la firma de Holabird and Root. John Root reconoció la influencia de Eliel Saarinen y su proyecto para la construcción de la sede del Chicago Tribune.